# دارين توني
دارين توني (بالإنجليزية: Darren Toney)‏ هو لاعب كرة القدم الكندية أمريكي، ولد في 9 يناير 1984 في ليك فيليج في الولايات المتحدة.

## وصلات خارجية
- دارين توني على موقع JustSportsStats.com (الإنجليزية)